# Aire de conservation du Ngorongoro
Pour les articles homonymes, voir Ngorongoro.
L’aire de conservation du Ngorongoro, en anglais : Ngorongoro Conservation Area (NCA), est une zone protégée située dans le Nord de la Tanzanie, au sud-est du parc national du Serengeti. L'aire de conservation couvre des plateaux et des savanes ainsi que la totalité du massif du Ngorongoro dont le cratère du Ngorongoro qui a donné son nom à l'aire.

## Géographie

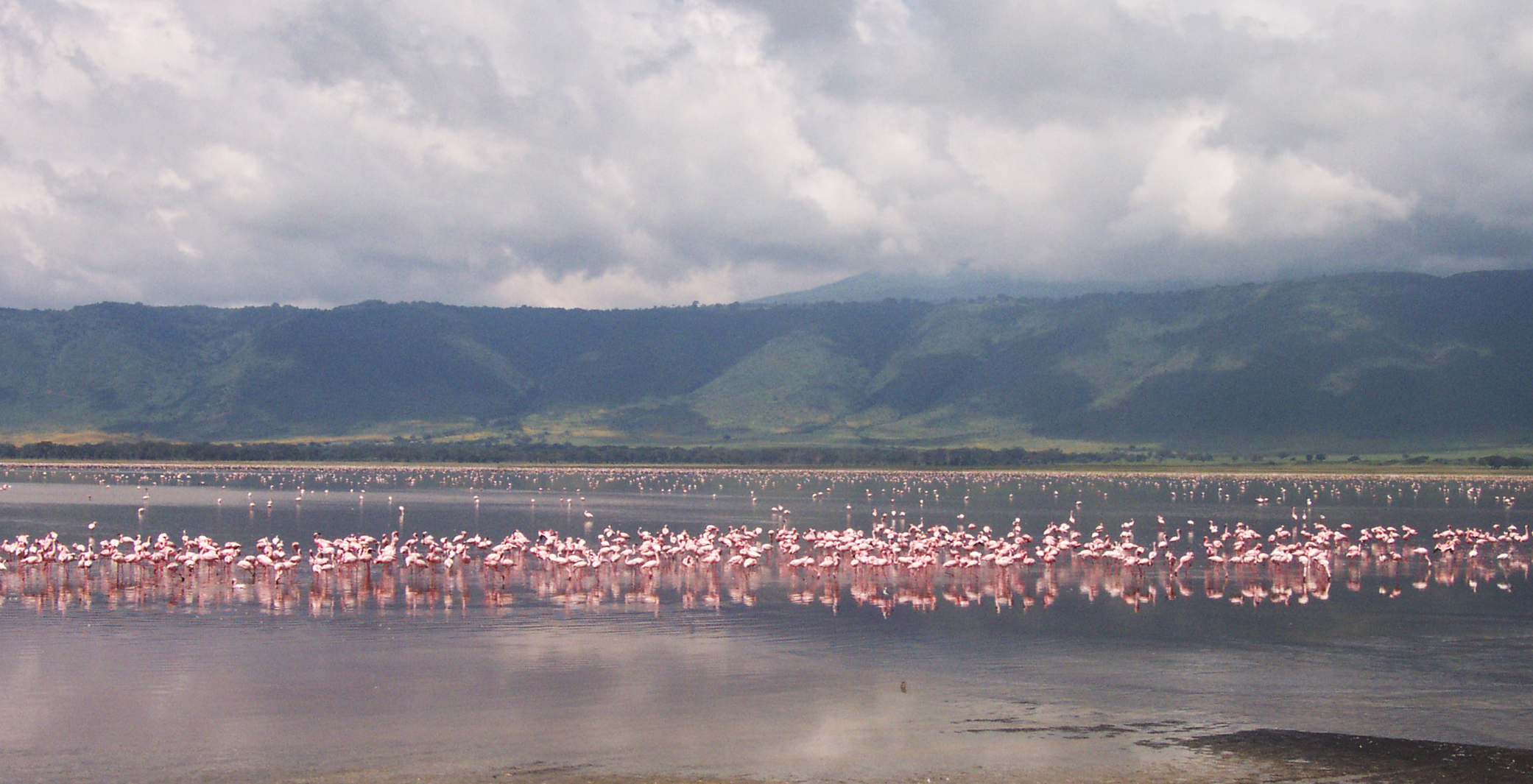
Flamants roses dans le cratère du Ngorongoro.

L'aire de conservation du Ngorongoro est située dans le Nord de la Tanzanie, à 180 kilomètres à l'ouest d'Arusha, dans le district de Ngorongoro de la région d'Arusha. Elle est entourée par les parcs nationaux de Manyara et de Tarangire au sud-est, les parcs nationaux d'Arusha et du Kilimandjaro à l'est, le site Ramsar du lac Natron au nord-est, le parc national du Serengeti qui constitue sa frontière au nord-ouest et le lac Eyasi qui constitue sa frontière au sud.
La plus grande partie de l'aire est constituée du massif du Ngorongoro, chaîne de montagnes, de cratères et de plateaux d'origine volcanique faisant partie de la vallée du Grand Rift. Ces reliefs stoppent les nuages venant du sud et de l'est qui déversent leurs précipitations (de 500 à 1 700 millimètres par an) qui, associées aux températures tropicales (jusqu'à 35 °C), permettent l'établissement d'une flore et d'une faune tropicale. Cette zone montagneuse est encadrée au sud par le lac Eyasi, au nord-est par le bassin du lac Natron et au nord et à l'ouest par la plaine du Serengeti.
D'une étendue de 8 288 km2, l'aire de conservation s'étend d'environ 960 mètres à 3 648 mètres d'altitude (mont Loolmalasin).
Parmi les différents sites de l'aire de conservation du Ngorongoro, les plus remarquables sont les cratères du Ngorongoro et d'Empakaai, le volcan Ol Doinyo Lengaï, les rives du lac Eyasi et les sites archéologiques des gorges d'Olduvai et de Laetoli.

## Flore
La diversité des paysages entraînant des variations climatiques importantes sont à l'origine de la formation de nombreux écosystèmes préservés. En dessous de 1 300 mètres d'altitude, la savane herbeuse est prédominante à cause des faibles précipitations. Au-delà, elle laisse place à des broussailles puis une forêt tropicale dense formée de Croton species, Acacia lahai, Acacia seyal, Albizia gummifera, Podocarpus latifolius, Hagenia abyssinica et Olea chrysophylla. Yushania alpina couvre les pentes du mont Oldeani tandis que des genévriers d'Afrique se trouve sur le mont Makarut.
L'intérieur du cratère du Ngorongoro est occupé par une savane parsemée de lacs et de marais plus ou moins temporaires ainsi que de deux petites forêts de Acacia xanthophloea et Rauvolfia caffra (forêt de Lerai) et de Cassipourea malosana, Albizzia gummifera et Acacia lahai (forêt de Laiyanai). L'extrémité Est de la plaine du Serengeti qui se trouve dans l'aire de conservation du Ngorongoro est formée d'une savane parsemée de Acacia tortilis et Commiphora africana. Les bords du lac Eyasi sont couverts de Acacia mellifera et Dalbergia melanoxylon qui résistent bien aux conditions plus arides.

## Faune

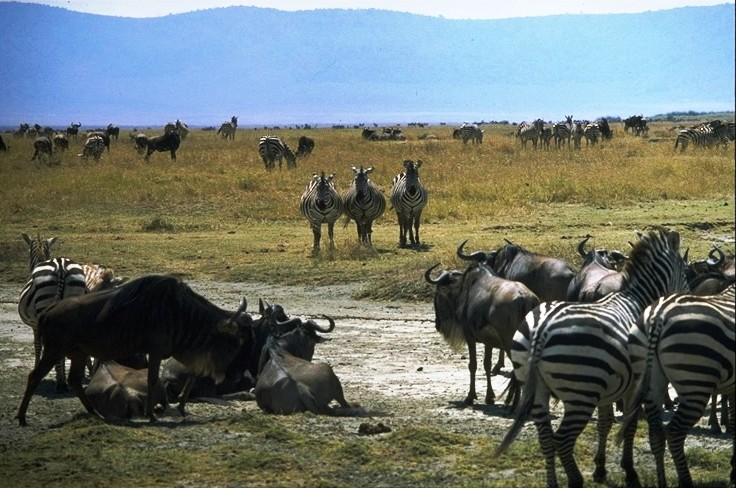
Gnoux et zèbres dans le cratère du Ngorongoro.

Situé dans une zone densément peuplée par une faune variée, l'aire de conservation du Ngorongoro est un lieu de transit et de séjour de nombreux animaux migrateurs, principalement des mammifères. Ces animaux se déplacent au fil des saisons entre le cratère du Ngorongoro, la plaine du Serengeti et le Kenya. En été, 1,7 million de gnous, 470 000 gazelles, 260 000 zèbres et des milliers d'autres mammifères, prédateurs et oiseaux, fuyant les conditions arides qui s'installent et recherchant des pâturages, quittent la plaine du Serengeti pour se réunir dans l'aire de conservation du Ngorongoro et plus particulièrement dans le cratère du même nom.
Ces mammifères sont surtout représentés par des ongulés comme le rhinocéros noir, l'éléphant, le Redunca fulvorufula (Cobe de montagne), le buffle, l'hippopotame, le gnou, le zèbre, l'éland, la gazelle de Grant et la gazelle de Thomson mais aussi par les prédateurs qui les suivent. Ainsi, le cratère du Ngorongoro abrite de nombreux léopards, chacals, hyènes, chats dorés africains, guépards et la plus forte concentration de lions d'Afrique tandis que les lycaons se font de plus en plus rares.
L'avifaune compte plus de 500 espèces d'oiseaux dont les plus communs sont l'autruche, le pélican, le flamant rose et le flamant nain mais aussi des espèces moins connues comme des rapaces (gypaète barbu, aigle de Verreaux, vautour percnoptère, busard pâle, faucon crécerellette, faucon taita, etc), des perroquets (inséparable de Fischer, etc), des passereaux (rouge-gorge européen, souimanga à ailes dorées, souimanga du Kilimandjaro, etc) et des oiseaux d'eau (tantale ibis, spatule africaine, avocette élégante, mouette à tête grise, etc).
Le Papilio sjoestedti, une espèce rare de papillon, se rencontre dans le cratère du Ngorongoro en plus du Kilimandjaro et du mont Méru.

## Histoire

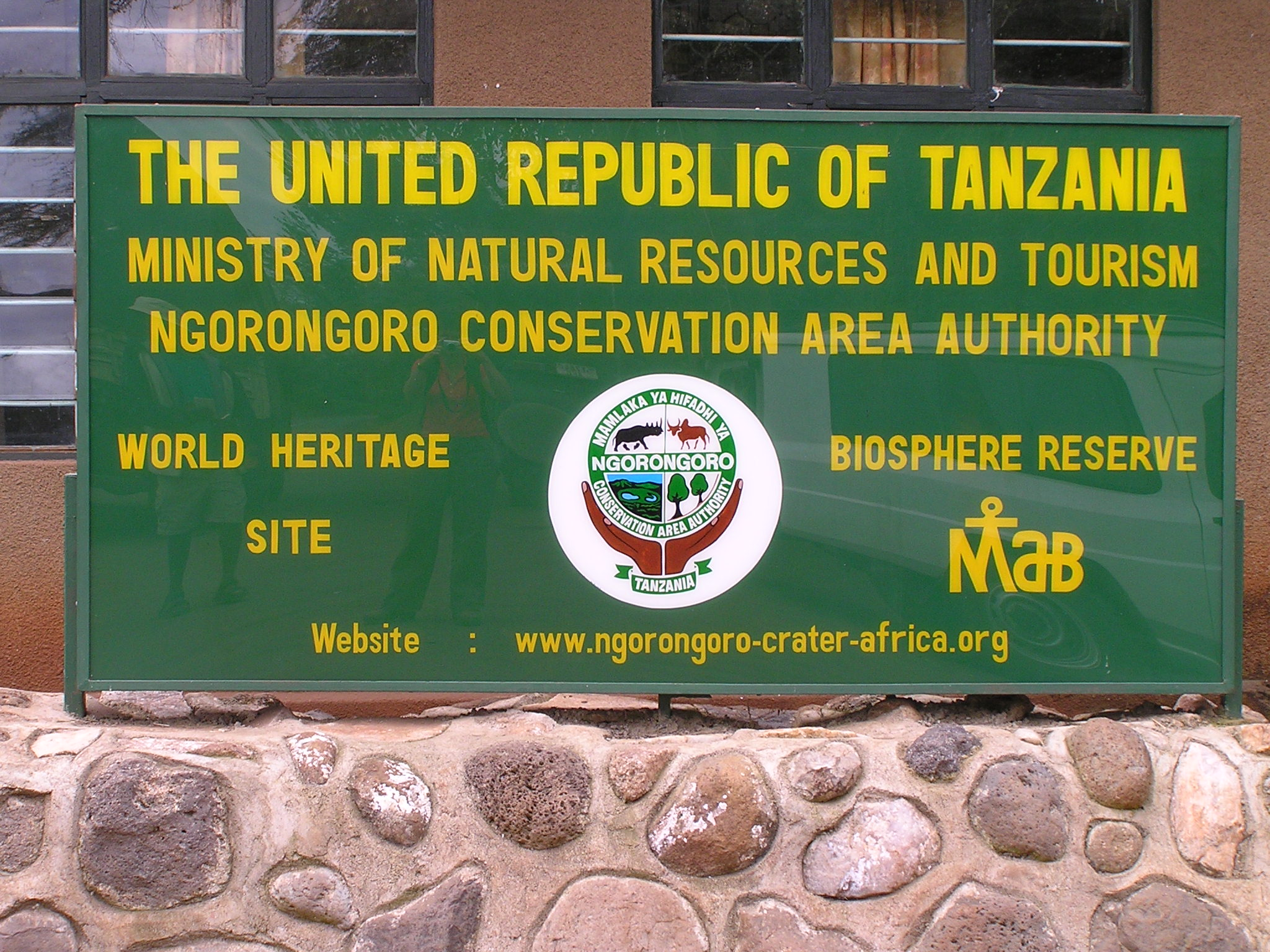
Pancarte de l'aire de conservation du Ngorongoro.

Selon l’historien Guillaume Blanc, Ngorongoro constitue un exemple paradigmatique d’appropriation de terres africaines par des Occidentaux sous des motifs ambigus de protection de la nature.
La généalogie de la création du parc peut ainsi être remontée jusqu’à la peste bovine des années 1888-1892, localisée de la Corne de l’Afrique jusqu’au Mozambique, et alors largement causée par les Européens. De fait, l’importation par ces derniers de bœufs venus d’Inde provoque au début des années 1890 une épizootie d’une ampleur inédite pour la région. Les conséquences de cette peste bovine causée indirectement par les Européens sont nombreuses pour les populations locales : effondrement des troupeaux d’élevage, perte des animaux de trait, auxquels viennent s’ajouter une sécheresse qui aggrave la situation ainsi qu’une invasion de criquets qui détruit les récoltes. D’un point de vue social, cette épizootie se traduit enfin par une flambée des prix des céréales et donc une multiplication des famines dans la région.
Le résultat est que les populations locales fuient les territoires touchés : mécaniquement, la savane s’étend et regagne du terrain sur les terres cultivées et pâturées. Lorsque, vingt ans plus tard, les Européens redécouvrent ces paysages désormais désertés, ils espèrent en faire des zones protégées. Ainsi, quelques années après l’épizootie, la future réserve tanzanienne de Ngorongoro est délimitée à l’endroit même où, avant de devoir fuir la maladie et la famine, vivaient des sociétés pastorales masaï. Or, lorsque les Masaï demandent à recouvrer la propriété de leurs terres au début du XXe siècle, les autorités allemandes refusent. Alors que ce territoire a été habité et exploité depuis plusieurs siècles, il est ainsi déclaré inhabité et « naturel » par les puissances coloniales.
L'aire de conservation du Ngorongoro, aujourd'hui gérée par le Ngorongoro Conservation Area Authority, est aussi l'héritière d'une série de mesures revendiquées en faveur de la protection de la nature qui débute en 1928 avec l'interdiction de la chasse dans la zone. L'année suivante, la réserve de chasse du Serengeti couvrant 2 286 km2 est créée et est transformée en parc national en 1951 en incluant la future aire de conservation du Ngorongoro. Cette dernière est détachée du parc en 1959 par l'ordonnance 413 afin de permettre le pastoralisme masaï jusqu'alors interdit dans la zone suivant le statut des parcs nationaux.
Des mesures sont alors prises pour renforcer la protection de l'aire de conservation : interdiction des cultures et du pastoralisme dans le cratère du Ngorongoro en 1975 par le Game Parks Law Act 14, inscription sur la liste du patrimoine mondial de l'UNESCO en 1979, reconnaissance internationale de la réserve de biosphère du Serengeti-Ngorongoro en 1981 et enfin lancement du programme de développement et de protection du Ngorongoro (Ngorongoro Conservation & Development Program) en 1985.

## Population
L'aire de conservation du Ngorongoro est une zone très peu urbanisée et peuplée, la majorité des habitants étant des éleveurs semi-nomades masaï. Ces derniers, qui ont commencé à s'aventurer dans le cratère du Ngorongoro vers 1850, ont mal supporté les mesures de protection mises en place au XXe siècle qui restreignent les espaces dévolus aux pâturages. Les relations sont alors tendues entre la population pastorale et l'administration de l'aire de conservation. Ces tensions se sont aggravées avec l'augmentation de la population sans compter l'interdiction du pastoralisme dans les cratères du Ngorongoro et d'Empakaai ainsi que dans les secteurs forestiers.
La population est passée de 8 700 en 1966 à une estimation de 40 000 Masaï en 1994, soit le quart de la population masaï de Tanzanie, possédant 300 000 têtes de bétail qui occupent les trois quarts de la superficie de l'aire de conservation. Une autre estimation effectuée en 1996 comptabilise 26 000 éleveurs et 285 000 têtes de bétail. Malgré le tourisme qui s'est développé dans la région, les Masaï s'appauvrissent et le cheptel domestique diminue d'année en année.

## Tourisme
L'aire de conservation du Ngorongoro constitue l'un des sites majeurs du tourisme en Tanzanie avec plusieurs dizaines de milliers de visiteurs par an qui viennent principalement pour la faune sauvage mais aussi pour les paysages, la population et les sites archéologiques.
En effet, le site de l'aire de conservation du Ngorongoro abrite plusieurs sites archéologiques dont quatre principaux : les gorges d'Olduvai, Laetoli, le lac Ndutu et l'abri sous roche de Nasera qui renferment des os fossiles d’Australopithecus boisei (1,75 million d'années), d'Homo habilis et de nombreuses espèces animales éteintes ainsi que des empreintes de pas d'hominidé datant de 3,6 millions d'années trouvées en 1975.
Le quart des visiteurs (35 130 en 1983, 140 000 en 1989 avec 30 000 véhicules, 562 205 entre 1998 et 2001 dont plus du tiers sont des Tanzaniens) qui traversent l'aire de conservation s'arrête au cratère du Ngorongoro qui possède des infrastructures touristiques : hôtels (quatre au bord du cratère et un dans la plaine du Serengeti), piste d'atterrissage, pistes carrossables pour les véhicules tout-terrain, centres d'interprétation etc. Tous ces aménagements combinés à un nombre élevé de visiteurs entraînent des dégradations écologiques (pollutions de l'eau, de l'air, sonore et visuelle, dérangement de la faune, destruction des milieux, etc).

### Source
- (en) « Ngorongoro Conservation Area », Programme des Nations unies pour l'environnement
- https://www.ngorongorocratertanzania.org/